# Conde de Sandwich

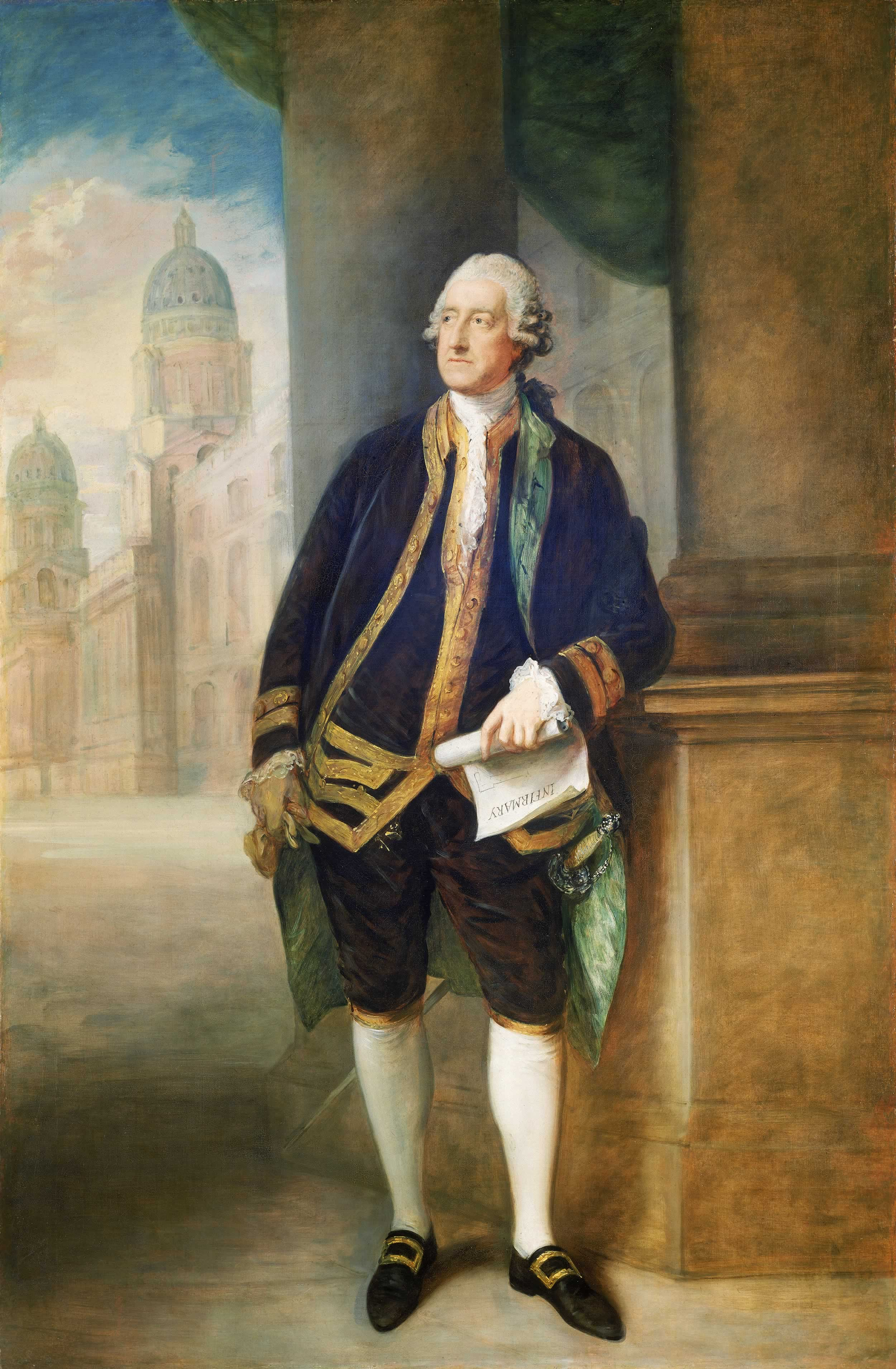
Retrato do Conde de Sandwich por Thomas Gainsborough, 1783.

Conde de Sandwich é um título do Pariato da Inglaterra, detido desde a sua criação pela família Montagu. É nominalmente associado a Sandwich, Kent. Foi criado em 1660 para o proeminente comandante naval almirante Sir Edward Montagu. Foi feito Barão Montagu de St Neots, de St Neots no Condado de Huntingdon, e Visconde Hinchingbrooke, ao mesmo tempo, também no Pariato da Inglaterra. O viscondado é usado como título de cortesia pelo herdeiro aparente do condado. Membro da proeminente família Montagu, Lord Sandwich era filho de Sir Sidney Montagu, irmão mais novo de Henry Montagu, primeiro Bonde de Manchester (de quem descendem os duques de Manchester), e Edward Montagu, primeiro Barão Montagu de Boughton (de quem descendem os duques de Montagu desceram).

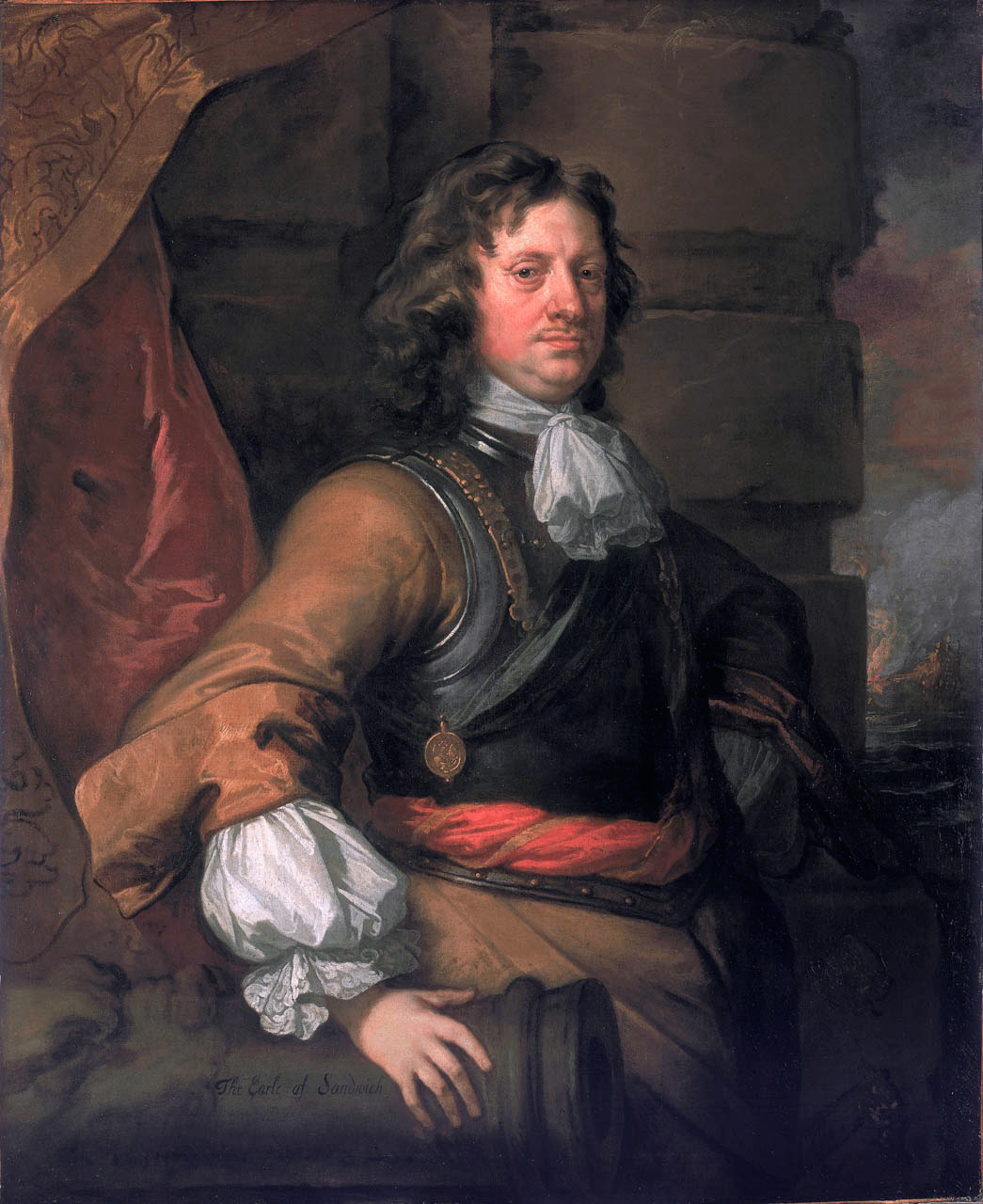
Edward Montagu, 1.º Conde de Sandwich

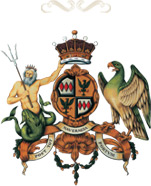
Conquista heráldica dos condes de Sandwich

Ele foi sucedido por seu filho, o segundo conde. Ele representou Dover brevemente na Câmara dos Comuns e serviu como Embaixador em Portugal e como Lord-Lieutenant de Huntingdonshire e Cambridgeshire.
O bisneto do segundo conde foi o 4.º conde de Sandwich, que foi um estadista proeminente e serviu como Primeiro Lorde do Almirantado e como Secretário de Estado do Departamento do Norte. Lorde Sandwich também é lembrado por patrocinar as viagens de descoberta feitas pelo Capitão James Cook, RN, que nomeou as Ilhas Sandwich em sua homenagem e como o homônimo do sanduíche.

## Condes de Sandwich (1660)
- Edward Montagu, 1.º Conde de Sandwich (1625–1672)
  -  Edward Montagu, 2.º conde de Sandwich (1644–1689)
    -  Edward Montagu, 3.º conde de Sandwich (1670–1729)
      -  John Montagu, 4.º conde de Sandwich (1718–1792) (inventor do sanduíche)
        -  John Montagu, 5.º Conde de Sandwich (1744–1814)
          -  George John Montagu, 6.º Conde de Sandwich (1773–1818)
            -  John William Montagu, 7.º Conde de Sandwich (1811–1884)
              -  Edward George Henry Montagu, 8.º Conde de Sandwich (1839–1916)
              - O Honorável Victor Alexander Montagu (1841–1915)
                -  George Charles Montagu, 9.º Conde de Sandwich (1874–1962)
                  -  (Alexander) Victor Edward Paulet Montagu, 10.º Conde de Sandwich (1906–1995) ( recusado em 1964)
                    -  John Edward Hollister Montagu, 11.º Conde de Sandwich (n. 1943) [1]
                      - (1) Luke Timothy Charles Montagu, Viscount Hinchingbrooke (n. 1969)
                        - (2) The Hon.William James Hayman Montagu (n. 2004)[2]
                        - (3) The Hon. Nestor John Sturges Montagu (n. 2006)

                      - (4) The Hon. Orlando William Montagu (n. 1971)
                        - (5) Walter Frederick Montagu (n. 2005)

                    - (6) The Hon. George Charles Robert Montagu (n. 1949)
                      - (7) Oliver Drogo Montagu (n. 1974)
                      - (8) Cosimo Ralph Montagu (n. 1988)